# Lesser Slave Lake Indian Regional Council
Le Lesser Slave Lake Indian Regional Council (littéralement le « conseil régional indien de Lesser Slave Lake ») est un conseil tribal comprenant cinq Premières Nations en Alberta au Canada. Il est basé à Slave Lake.

## Composition
Le Lesser Slave Lake Indian Regional Council comprend cinq Premières Nations en Alberta.
| Première Nation (nom officiel) | Emplacement |
| ------------------------------ | ----------- |
| Driftpile First Nation         | Driftpile   |
| Kapawe'no First Nation         | Grouard     |
| Sawridge First Nation          | Slave Lake  |
| Sucker Creek                   | Enilda      |
| Swan River First Nation        | Kinuso      |